# Yuhei Tokunaga
Yuhei Tokunaga (Kunimi, Districte de Minamitakaki, Prefectura de Nagasaki, 25 de setembre de 1983) és un futbolista japonès que disputà set partits amb la selecció japonesa.